# 谷恭輔
谷 恭輔（たに きょうすけ、1990年5月9日 - ）は、日本の俳優である。
大阪府出身。立教大学現代心理学部映像身体学科卒業。T-TRIBE ENTERTAINMENT所属。

## 人物・来歴
2013年8月、THE☆JACABAL'S『The Devil of the 6th Heaven』で初舞台を踏む（アンサンブル出演）。以降、てがみ座・KAKUTA・新宿公社の劇団舞台に出演している。
2017年4月からティートライブ エンターテイメントに所属し、テレビドラマや映画にも出演。
また、2018年1月、劇団KAKUTAに入団した。

## 出演

### テレビドラマ
- コウノドリ（2017年10月 - 12月、TBS） - 嶋田医師 役
- 不能犯（2017年12月、dTV）(2018年1月、関西テレビ） - スカウトマン 役
- 都庁爆破!（2018年1月、TBS）- 川上（人質）役
- 崖っぷちホテル!（2018年4月 - 7月、日本テレビ）- 横田 役
- 主婦カツ!（2018年10月7日 - 11月25日、NHK BSプレミアム）- 本間一樹 役
- 凪のお暇（2019年7月19日 - 9月20日、TBS）- 小倉康明 役[4]
- 病室で念仏を唱えないでください（2020年1月17日 - 3月20日、TBS）- 吉田太郎 役
- 天国と地獄〜サイコな2人〜（2021年1月17日 - 3月21日、TBS） - 幅健太郎 役[5]
- 推しの王子様 （2021年7月15日 - 9月23日、フジテレビ） - 織野洋一郎 役[6]
- ミステリと言う勿れ （2022年1月10日 - 3月28日、フジテレビ） - 小野刑事 役[7]
- インビジブル（2022年4月15日 - 6月17日、TBS）- 近松延武 役[8][9]
- サブスク彼女　3話・7話（2023年5月22日、6月19日、ABCテレビ） - 山野 役[10]
- トリリオンゲーム　7話・9話・10話（2023年8月25日、9月8日、9月15日、TBS） - オサバキ君 役[11]
- 下剋上球児　2話・3話（2023年10月22日、10月29日、TBS） - 乙津 役[12]
- 君が心をくれたから（2024年1月8日 - 3月18日、フジテレビ） - 菊野純 役[13]
- ブルーモーメント（2024年5月22日、フジテレビ） - 矢崎保 役[14]
- マウンテンドクター　7話（2024年8月19日、フジテレビ） - 長田拓 役[15]
- ライオンの隠れ家（2024年10月11日 - 12月20日、TBS） - 佐伯誠 役[16]
- 119エマージェンシーコール（2025年1月13日 - 3月31日、フジテレビ） - 飯田慎吾 役[17]
- いつか、ヒーロー 第4話 - 最終回（2025年5月4日 - 6月1日、朝日放送テレビ・テレビ朝日） - 高野浩介 役[18]

### 映画
- 祈りの幕が下りる時（2018年1月、東宝） - 徳兵衛 役

### 舞台
- The Devil of the 6th Heaven（2013年8月、THE☆JACABAL'S）
- 地を渡る舟-アチックミューゼアムと記述者たち-（2015年10月、てがみ座）
- アンコールの夜-ねこはしる-[19]（2016年5月、KAKUTA）※主演
- 凱旋（2016年7月、新宿公社）
- ねこはしる（2016年8月、KAKUTA）※主演
- 愚図[20]（2016年11月、KAKUTA）
- ざらば（2017年6月、新宿公社）
- 13番地のパブロ・ピカソ[21]（2018年5月、新宿公社）
- ねこはしる（2018年10月、KAKUTA）[22]
- 少女地獄（2018年12月、新宿公社）[23]
- カーテンを閉じたまま（2019年2月、Ammo）[24]
- BETRAYAL~背信~（2019年4月、らまのだノ 目地）[25]
- らぶゆ（2019年6月、KAKUTA）[26]
- ひとよ（2020年9月、KAKUTA）[27]
- 明後日の方へ（2021年4月、カクタラボ）[28]
- 或る、ノライヌ（2021年9月、KAKUTA）[29]
- たわごと（2023年11月 - 12月、穂の国とよはし芸術劇場PLAT）[30]
- 我ら宇宙の塵（2025年10月 - 11月〈予定〉、新宿シアタートップス 他）[31]

### 配信ドラマ
- いつか、ヒーロー〜氷室海斗の秘密〜（2025年5月4日・11日、TVer） - 高野浩介 役[32]

### 動画ナレーション
- キットカット  梅酒  鶴梅　誕生ストーリー[33]